# Dick Teresi
Dick Teresi é um escritor americano. Ele é coautor de The God Particle: If the Universe Is the Answer, What Is the Question? e também ex-editor da revista Omni.

## Carreira
Junto com sua esposa Judith Hooper, Teresi coescreveu The Three Pound Universe e Would the Buddha Wear a Walkman? A Catalogue of Revolutionary Tools for Higher Consciousness. Teresi também foi coautor de Laser: Light of a Million Uses com Jeff Hecht.
Em julho de 1997, escreveu um artigo para The Atlantic, intitulado "Zero", sobre a falta do ano zero entre 1 d.C. e 1 a.C., como surgiu e o efeito que teve na cultura ocidental. Em 1994, escreveu com sua esposa um artigo para a seção de livros do The New York Times, intitulado "High-Concept Classics: A Quiz", a respeito da situação irônica de o autor moderno ter de resumir um livro inteiro (por exemplo, 3 anos de trabalho, 175 entrevistas, 160 000 palavras) em apenas 12 ou 14 palavras, ou uma frase e meia, para ajudar a vendê-lo.

### Televisão
Teresi escreveu a história para o episódio "Scrambled", da nona temporada de Law & Order. Ele dividiu o crédito com sua esposa, Judith Hooper.